# New Brunswick, New Jersey
Ta stran govori o mestu v ZDA. Za kanadsko provinco glej Novi Brunswick.
New Brunswick, znan tudi kot »Mesto negovanja zdravja« (Healthcare City) ali »Hub City«, je mesto in središče Okrožja Middlesex v New Jerseyju, ZDA. Leži 50 km jugozahodno od New Yorka ob južnem bregu reke Raritan približno 24 km od njenega ustja. Po oceni Statističnega urada ZDA iz leta 2006 je imelo 50.172 prebivalcev.